# Jonas Auer (Fußballspieler)
Jonas Antonius Auer (* 5. August 2000) ist ein österreichischer Fußballspieler.

## Karriere

### Verein
Auer begann seine Karriere beim 1. FC Leonhofen. 2014 kam er in die AKA St. Pölten, in der er in den folgenden vier Jahren sämtliche Altersstufen durchlief. Zur Saison 2018/19 wechselte er nach Tschechien zu Slavia Prag.
Im September 2018 wurde er für ein halbes Jahr an den Zweitligisten FK Viktoria Žižkov verliehen. Im selben Monat debütierte er für den Verein in der FNL, als er am achten Spieltag der Saison 2018/19 gegen den FK Pardubice in der Startelf stand und in der 63. Minute durch Jakub Urbanec ersetzt wurde. Bis Saisonende kam er zu 14 Einsätzen in der FNL, in denen er ein Tor erzielte.
Nach dem Ende der Leihe wechselte er zur Saison 2019/20 zum FK Mladá Boleslav. Im Juli 2019 debütierte er in der Fortuna liga, als er am ersten Spieltag jener Saison gegen den MFK Karviná in der 77. Minute für Marek Matějovský eingewechselt wurde. Für Mladá Boleslav kam er bis Saisonende zu sechs Einsätzen in der Fortuna liga. Zur Saison 2020/21 wurde er ein zweites Mal an den Zweitligisten Viktoria Žižkov verliehen. Während der Leihe kam er zu 20 Zweitligaeinsätzen für Žižkov.
Zur Saison 2021/22 kehrte Auer nach Österreich zurück und wechselte zum Bundesligisten SK Rapid Wien, bei dem er einen bis Juni 2024 laufenden Vertrag erhielt. Im Mai 2023 wurde sein Vertrag bis zum Ende der Saison 2026/27 verlängert.

### Nationalmannschaft
Auer debütierte im Mai 2017 für die österreichische U-17-Auswahl. Im September 2017 absolvierte er gegen Finnland sein erstes Spiel für die U-18-Mannschaft.
Im September 2018 kam er gegen Schweden erstmals für die U-19-Mannschaft zum Einsatz. Im März 2019 spielte er gegen Norwegen erstmals für die U-20-Auswahl. Im März 2021 gab er gegen Saudi-Arabien sein Debüt für die U-21-Auswahl.
Im März 2023 wurde Auer erstmals in den Kader der A-Nationalmannschaft berufen.